# 帕拉里
帕拉里是巴西帕拉伊巴州的一个市镇。总面积128.483平方公里，总人口1467人，人口密度11.4人/平方公里。